# George Town Municipality
Koordinaten: 41° 6′ S, 146° 49′ O

Die George Town Municipality ist ein lokales Verwaltungsgebiet (LGA) im australischen Bundesstaat Tasmanien. Das Gebiet ist 653 km² groß und hat etwa 6750 Einwohner (2016).
George Town liegt an der Nordküste der Insel und ist etwa 205 Kilometer nördlich der Hauptstadt Hobart. Das Gebiet umfasst 11 Ortsteile und Ortschaften: Beechford, Bell Bay, Bellingham, George Town, Hillwood, Lefroy, Long Reach, Low Head, Lulworth, Pipers River und Weymouth. Der Sitz des City Councils befindet sich in der Ortschaft George Town im Westen der LGA, wo etwa 4300 Einwohner leben (2016).

## Verwaltung
Der George Town Council hat neun Mitglieder. Der Mayor (Bürgermeister), sein Deputy (Stellvertreter) und sieben Councillor werden direkt von den Bewohnern der LGA gewählt. George Town ist nicht in Bezirke untergliedert.